# Голованов, Василий Владимирович
Васи́лий Влади́мирович Голова́нов (укр. Васiль Володiмiровiч Голованов; 1 октября 1982, Таллин) — украинский телеведущий, медиаменеджер, советник директора «Медиа Групп Украина», актёр театра «Чёрный квадрат».

## Биография
Родился в семье военного моряка, служившего в различных военных частях Советского Союза. Неоднократно в эфирах озвучивалось, что отец был командиром атомной подводной лодки, но более подробной информации не было. До распада СССР семья проживала на Кольском полуострове под Мурманском. В 1990 году с семьей переехал в Киев. С того времени проживает в украинской столице.
Окончил Национальную академию управления: магистр финансов и бакалавр права.
С 2006 года был актёром театра «Черный квадрат», драматург. Задействован в спектаклях «Лифчик on-line», «Развод в постельных тонах», «Любовь на разных этажах» и других.
В 2013 году работал ведущим «Вечернего шоу» на «Просто Ради. О».
С 2013 по 2017 год был ведущим «Вечернего прайма», дневного live-эфира, а также проектов «Чистая политика» и «Военный дневник» на телеканале «112 Украина», а также бренд-войсом телеканала: озвучивал анонсы, заставки, промо-ролики и документальные фильмы.
С 2017 года был исполнительным продюсером телеканала NewsOne, ведущим программ «Большой вечер», «Украинский формат» и «Противостояние».
С апреля 2018 по февраль 2020 года был генеральным продюсером телеканала NewsOne.
Вместе с Андреем Малаховым, Марией Ситтель и Еленой Кирик был заявлен как ведущий телемоста «Надо поговорить», организованного телеканалами «Россия-24» и «NewsOne» и намеченного на 12 июля 2019 года. Проект вызвал критику со стороны официальных ведомств и большей части украинских политиков из-за аннексии Крыма и войны в Донбассе, включая президента Владимира Зеленского (назвавшего его «дешевым, но опасным пиарходом перед выборами»). На следующий день после анонса NewsOne объявил об отмене телемоста из-за «массовых информационных атак» и угроз в адрес себя и своих сотрудников.
В 2018 году снялся в роли ведущего в документальном фильме «5 дней с Кононенко», изготовленным продакшеном GoodMedia. Этот фильм был показан в январе 2019 года в эфире канала «Прямой» и «5 канал»
В октябре 2019 года принимал участие в акции «Спаси животных», приуроченной ко Всемирному дню защиты животных
19 февраля 2020 года сообщил об увольнении с должности генпродюсера NewsOne.
25 февраля 2020 года присоединился к команде «Медиа Группы Украина» в качестве советника директора медиа-холдинга по созданию линейки политического прайма информационного телеканала Украина 24.
6 апреля 2020 года в эфире телеканала «Украина 24» состоялась премьера нового общественно-политического шоу Василия Голованова «Час Голованова» на телеканале «Украина 24».
9 сентября 2020 года состоялась премьера «Ток-шоу № 1», программа выходила в эфире телеканала «Украина 24» по средам в 20.00
29 марта 2022 года освещал из Стамбула в эфирах телемарафона Единые новости и канала FreeДом переговоры украинской и российской делегаций при участии президента Турции Реджепа Эрдогана.
С марта по июль 2022 года был ведущим информационного блока телеканала «Украина 24» в проекте FreeДом телеканала иновещания UATV.
C 26 сентября 2022 года работает автором и ведущим собственного ютуб-канала «Голованов»
В ноябре 2022 посетил Донецкую область, где в пяти километрах от линии фронта записал интервью с бойцами 72-й отдельной механизированной бригады ВСУ.

## Премии
В 2016 году был лауреатом общенациональной программы «Человек года».
В 2017 году был победителем в номинации «Тележурналист года» общенациональной программы «Человек года».

## Упоминания
Дмитрий Гордон в интервью Юрию Дудю назвал Василия Голованова одним из трёх лучших журналистов Украины.

## Личная жизнь
Женат, воспитывает троих дочерей.